# Анхель де Сааведра
Анхель де Сааведра-і-Рамірес де Бакведано, герцог Рівас (ісп. Ángel de Saavedra y Ramírez de Baquedano; 1809—1883) — іспанський військовик, письменник і політик, голова уряду Іспанії впродовж одного дня у липні 1854 року.

## Кар'єра
Брав участь у війні проти французів. Вийшов у відставку в чині полковника. У той період зайнявся літераторською діяльністю. Під час французького вторгнення до Іспанії (1823) Сааведра виїхав до Лондона, де розпочав писати епічну поему «Florinda». 1825 року переїхав на Мальту та зайнявся вивченням англійських письменників. 1830 року влаштував школу малювання в Орлеані. Пізніше жив у Турі.
1834 року Сааведрі дозволили повернутись на батьківщину, де він отримав у спадок титул герцога та став іспанським грандом. Він належав до прибічників поміркованої опозиції. 1836 року очолив міністерство внутрішніх справ, але невдовзі був змушений виїхати за кордон. Знову повернувся до Іспанії 1844 року разом з королевою Марією-Христиною. До 1848 року обіймав посаду посла в Неаполі, 1854 очолював так званий «Сорокагодинний» уряд. Після цього був посланцем у Парижі та Флоренції.

## П'єси
- 1814 — трагедія «Атаульф» (постановка заборонена цензурою)
- 1817 — трагедія «Донья Бланка Кастильська» (трупа X. Інфантеса, Севілья)
- 1822 — трагедія «Лануса» (Театр «Де ла Крус», Мадрид)
- 1833 — драма «Дон Альваро або Сила долі» (постановка — 1835, Театр «Прінсипе», Мадрид) — п'єса стала основою опери «Сила долі» Джузеппе Верді.
- 1834 — комедія «Tanto vales cuanto tienes»
- 1842 — драми «Solaces de un prisionero», «La morisca de Alajuar»
- 1841 — «Мавританка з Алахуара» (Театр «Прінсипе»)
- 1842 — «Горнило вірності» (Севілья)
- 1842 — «Розчарування уві сні» (Театр «Аполо», Мадрид)

## Твори
- Obras completas, v. 1—3, Madrid, 1957 (Bibliotheca de autores espanoles, t. 100—102)
- Azorin, Rivas у Larra, Madrid, 1916
- BoussagoI G., A. de Saavedra, due de Rivas, Toulouse, 1926
- Gonzalez Ruiz N., El duque de Rivas о la fuerza del sino, Madrid, 1943